# 洛耶夫區
洛耶夫區（羅馬化：Loyevskiy rayon）是白俄羅斯東南部戈梅利州的一個區，行政中心为洛耶夫，面積1,045.53平方公里，2009年人口14,346，人口密度每平方公里13.72人。